# (2429) Schürer
(2429) Schürer es un asteroide perteneciente al cinturón de asteroides, descubierto el 12 de octubre de 1977 por Paul Wild desde el Observatorio de Berna-Zimmerwald, Berna, Suiza.

## Designación y nombre
Designado provisionalmente como 1977 TZ. Fue nombrado Schürer en honor al astrónomo suizo Max Schurer.